# Moon Patrol
Moon Patrol (яп. ムーンパトロール Mūn Patorōru) — игра классического аркадного типа, выпущенная Irem в 1982 году. Для распространения в Северной Америке, она была лицензирована Williams.
Игрок управляет «лунным багги», смотря на него со стороны, и путешествует по поверхности Луны. Необходимо избегать препятствий, таких как кратеры и мины. Багги также атакуют с воздуха неопознанные летающие объекты и с поверхности (танки). Moon Patrol является одни из первых шутеров с прокруткой со стороны. Кроме того, игра отмечается как первая игра такого жанра с параллаксной прокруткой.

## Игровой процесс
Игрок выступает в роли офицера полиции Луна-Сити, назначенного в Девятый Сектор, где обитают «самые крутые бандиты в галактике».
В верхней части экрана показана карта текущей локации и три световых индикатора. Верхний индикатор предупреждает об атаке с воздуха, средний — о минном поле, нижний — о том, что враги приближаются сзади.
На карте показано 5 контрольных точек, обозначенных E, J, O, T и Z. Подобно гоночным играм, время, которое игрок затратил на то, чтобы добраться от одной точки до другой сравнивается со средним, и определяет количество бонусных очков. В игре содержится две трассы: обычная и чемпионская. После завершения первой трассы цвет багги меняется с розового на красный и игра продолжается.

## Портированные версии и клоны
Игра была портирована на многие игровые приставки и домашние компьютеры: Apple II, Atari 800, Atari 2600, Atari 5200, Atari ST, ColecoVision (только прототип, публично не распространялся), Commodore 64, Commodore VIC-20, мобильные телефоны (Moon Patrol EX & Lunar Patrol), MSX, Game Boy Color (Arcade Hits: Moon Patrol & Spy Hunter), PC booter, Dreamcast (в составе Midway’s Greatest Arcade Hits Volume 2), PlayStation (в составе Midway Presents Arcade’s Greatest Hits — The Midway Collection 2), Texas Instruments TI-99/4A, TRS-80 Color Computer, Windows 95 (в составе Midway Presents Arcade’s Greatest Hits — The Midway Collection 2), ZX Spectrum (версия завершена, но не выпущена).
Пиратская версия под названием Moon Ranger начала встречаться в залах игровых автоматов в 1982 году.
Клон с открытым исходным текстом moon-buggy Архивная копия от 16 февраля 2013 на Wayback Machine для текстового режима Unix доступен в большинстве дистрибутивов Linux.